# Grand Prix Drivers' Association
La Grand Prix Drivers' Association (GPDA) es el sindicato de pilotos de Fórmula 1.

## Historia
La GPDA se fundó en mayo de 1961 y, tras una elección de los miembros, su presidente inaugural fue Stirling Moss.
Los objetivos iniciales de esta organización eran obtener representación en la Commission Sportive Internationale (CSI) de la Fédération Internationale de l'Automobile (FIA), que en ese momento era el órgano rector del automovilismo, con el fin de mejorar los estándares y disposiciones de seguridad para ambos pilotos y espectadores. Después de que Moss se retirara del deporte en 1963, Jo Bonnier lo sucedió.
La organización se disolvió después de los eventos durante el Gran Premio de Sudáfrica de 1982 debido a los cambios en los acuerdos comerciales del deporte, la Fédération Internationale du Sport Automobile (FISA) agregó cláusulas restrictivas a la Superlicencia de la FIA y el conflicto entre la Asociación de Constructores de Fórmula Uno ( FOCA) y FIA. Fue reemplazado por la Asociación de Pilotos de Carreras Profesionales (PRDA) en una reunión de pilotos en París antes del Gran Premio de Argentina planeado y luego cancelado.
Niki Lauda, Christian Fittipaldi, Michael Schumacher y Gerhard Berger restablecieron la GPDA durante el fin de semana de carrera del Gran Premio de Mónaco de 1994, luego de los eventos del Gran Premio de San Marino anterior, que culminó con las muertes de Ayrton Senna y Roland Ratzenberger, durante el Carrera del domingo y calificación del sábado respectivamente. Poco antes de su propio accidente fatal, y luego del accidente fatal de Ratzenberger y el grave accidente de Rubens Barrichello durante la práctica del jueves, Senna pasó su última mañana del domingo hablando con su excompañero de equipo y rival Alain Prost para discutir el restablecimiento de la GPDA. y se había ofrecido a asumir el papel de presidente a partir del Gran Premio de Mónaco.
En 1996, la asociación se incorporó en el Reino Unido como una empresa limitada por garantía ("Grand Prix Drivers Association Ltd"). Por primera vez, la asociación tenía una constitución formal y oficinas permanentes en Mónaco.

## Membresía y liderazgo
La afiliación a GPDA no es obligatoria. Por ejemplo, durante la temporada de Fórmula Uno de 2013, solo 19 de los 22 pilotos activos eran miembros (con Kimi Räikkönen, Adrian Sutil y Valtteri Bottas como excepciones). Unirse a la GPDA cuesta £2,000. El 13 de diciembre de 2017 se anunció que todos los conductores se habían inscrito.
Los miembros de GPDA eligen a sus representantes. Actualmente, hay cuatro directores: los piloto activos de Fórmula 1 George Russell y Carlos Sainz , la asesora legal Anastasia Fowle (la primera persona que no es o fue piloto de Fórmula 1 en ser nombrada directora de GPDA) y el ex piloto de Fórmula 1 Alexander Wurz, el último de los cuales sirve como presidente.
| Presidente         | Años de servicio     |
| ------------------ | -------------------- |
| Stirling Moss      | 1961-1963            |
| Jo Bonnier         | 1963-1971            |
| Jackie Stewart     | 1972-1978            |
| Jody Scheckter     | 1979-1980            |
| Didier Pironi      | 1980-1982            |
| GPDA disuelta      | 1982-1994            |
| Michael Schumacher | 1994-2005            |
| David Coulthard    | 2005-2006            |
| Ralf Schumacher    | 2006-2008            |
| Pedro de la Rosa   | 2008-2010, 2012-2014 |
| Nick Heidfeld      | 2010                 |
| Rubens Barrichello | 2010-2012            |
| Alex Wurz          | 2014-presente        |

### Lista de directores
Nota: desde 1996
| Director           | Años                    | Como presidente     |
| ------------------ | ----------------------- | ------------------- |
| Michael Schumacher | 1996-2005               | 1996-2005           |
| Gerhard Berger     | 1996                    |                     |
| Martin Brundle     | 1996                    |                     |
| Damon Hill         | 1996-1998               |                     |
| David Coulthard    | 1996-2006               | 2005-2006           |
| Alex Wurz          | 1998-2001 2014-presente | 2014-presente       |
| Jarno Trulli       | 2001-2006               |                     |
| Mark Webber        | 2003-2005 2006-2010     |                     |
| Ralf Schumacher    | 2006-2007               | 2006-2008           |
| Fernando Alonso    | 2006-2010               |                     |
| Pedro de la Rosa   | 2008-2010 2012-2014     | 2008-2010 2012-2014 |
| Nick Heidfeld      | 2010                    | 2010                |
| Felipe Massa       | 2010-2013               |                     |
| Sebastian Vettel   | 2010-2025               |                     |
| Rubens Barrichello | 2010-2011               | 2010-2011           |
| Jenson Button      | 2013-2017               |                     |
| Romain Grosjean    | 2017-2020               |                     |
| George Russell     | 2021-presente           |                     |
| Anastasia Fowle    | 2021-presente           |                     |
| Carlos Sainz Jr    | 2025-presente           |                     |

## Controversias
Durante la temporada 2005, la GPDA se involucró cada vez más en la política (y la controversia) de la Fórmula 1.
Tras el Gran Premio de Estados Unidos, la GPDA emitió un comunicado apoyando el caso de los equipos Michelin en el Consejo Mundial de Deportes de Motor de la FIA. Significativamente, aunque la mayoría de los conductores firmaron la declaración, Michael Schumacher no lo hizo. Afirmó que no se le pidió que lo hiciera y que, en cualquier caso, no lo habría hecho. El comunicado afirmaba que las soluciones propuestas por la FIA a los problemas experimentados por los equipos Michelin eran inviables. Schumacher afirmó que los problemas en Indianápolis eran más técnicos que de seguridad.
Una reunión entre la GPDA y el presidente de la FIA, Max Mosley, prevista para el Gran Premio de Gran Bretaña, fue cancelada por Mosley debido a las declaraciones de David Coulthard. Mosley afirmó que las declaraciones de Coulthard a los medios fueron una "distorsión" del propósito de la reunión y lo acusó de incitar a la disidencia. En represalia, la GPDA publicó una carta que había sido enviada a Mosley acusándolo de poner en peligro el impulso de la GPDA para mejorar la seguridad:
“También nos preocupó saber que durante el transcurso de [una conversación telefónica con Coulthard], usted sugirió que la FIA podría retirar el apoyo a las iniciativas de seguridad en curso de la GPDA. . . La GPDA cree que las cuestiones de seguridad son de suma importancia y está decepcionada de no recibir el pleno apoyo del presidente de la FIA en este asunto".
En 2010, tras su regreso al deporte como competidor, Michael Schumacher anunció que no tenía intención de unirse a la GPDA. Posteriormente se convirtió en un "miembro silencioso" tras las conversaciones con los directores de GPDA (principalmente, Felipe Massa).

## Actividades notables
Gracias al activismo de la GPDA, el circuito de Spa-Francorchamps fue boicoteado en 1969 y Nürburgring en 1970 y después de 1976, por motivos de seguridad.
En 2013, luego de una serie de pinchazos de neumáticos en el Gran Premio de Gran Bretaña, la seguridad de los neumáticos se convirtió en un problema importante, y la GPDA anunció a través de un comunicado que sus pilotos miembros se retirarían del próximo Gran Premio de Alemania a menos que se tomaran medidas correctivas.
En mayo de 2015, GPDA y Motorsport.com unieron fuerzas para permitir que los seguidores del Campeonato Mundial de Fórmula 1 de la FIA expresaran y compartieran sus opiniones sobre el deporte a través de una extensa encuesta mundial para fanáticos. Más de 200.000 encuestados participaron en la encuesta.
En julio de 2015, tras la muerte de Jules Bianchi, la GPDA anunció que sentía la responsabilidad de "nunca cejar en la mejora de la seguridad".
En marzo de 2016, tras los cambios en el sistema de clasificación, la GPDA publicó una carta abierta escrita por Jenson Button, Sebastian Vettel y Alexander Wurz en nombre de todos los pilotos en la que decía que el liderazgo del deporte estaba roto y calificaba de "obsoleta" la toma de decisiones dentro de la Fórmula Uno. y 'mal estructurado'. La GPDA cree que la toma de decisiones podría "poner en peligro el éxito futuro de la F1".
Después de la segunda sesión de entrenamientos libres del Gran Premio de Arabia Saudita de 2022, la GPDA celebró una reunión de cuatro horas después de múltiples casos de ataques con misiles, algunos a tan solo 10 km del circuito. Pierre Gasly habló con los medios más tarde y les dijo que "todos pudieron dar su opinión. Estábamos alineados con nuestras intenciones". Un comunicado posterior de la FIA y la Fórmula 1 aseguró que las carreras seguirán adelante y que la pista es segura. El presidente de GPDA, Alexander Wurz, también emitió un comunicado.